# 白石駅 (黄海南道)
白石駅（ペクソクえき、朝鮮語: 백석역）は、朝鮮民主主義人民共和国の黄海南道信川郡の駅で、殷栗線に属する。 

## 隣の駅
殷栗線
載寧駅 - 白石駅 - 信川温泉駅